# Tommaso De Amicis
Tommaso De Amicis (Alfedena, 18 ottobre 1838 – Napoli, 9 agosto 1924) è stato un politico e dermatologo italiano, nominato senatore del Regno d'Italia nella XXIII legislatura.

## Biografia

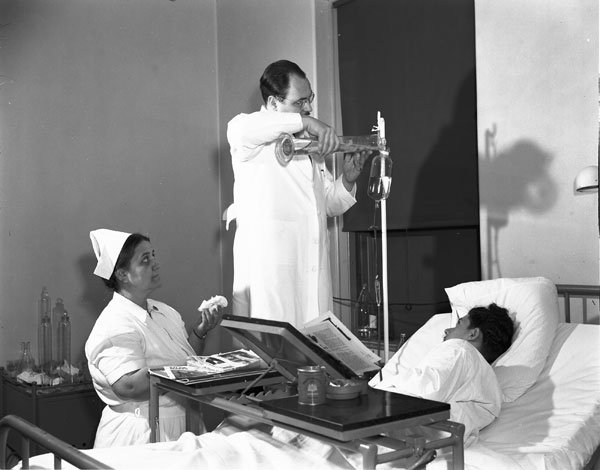
Assistenza medica in un reparto sifilografico (1942)

Studiò nel Collegio medico di Napoli (De Cesare lo ricorda tra gli studenti che nel 1859 si ribellarono al rettore Pasquale Caruso) e si laureò nel 1862. Si dedicò subito agli studi di dermatologia e sifilografia. Nel 1863 divenne assistente del reparto femminile di malattie veneree a Napoli e, dopo il biennio 1866-67 trascorso a Lecce, ritornò definitivamente a Napoli. A Napoli si affiancò a Vincenzo Tanturri, primario del sifilicomio; si perfezionò all'estero (a Parigi, a Berlino, e a Vienna con Ferdinand von Hebra) e, quando Tanturri ottenne la cattedra di dermatologia e sifilografia, appena istituita all'università di Napoli, De Amicis ne divenne l'assistente e nel 1871 ottenne la libera docenza. Rimase a Napoli, rifiutando altri incarichi (per esempio, la cattedra all'università di Catania nel 1876) e nel biennio 1880-81 sostituì il Tanturri, in congedo per malattia, nell'insegnamento e nella direzione della clinica.
Nel 1882 succedette a Vincenzo Tanturri come professore ordinario alla cattedra di dermopatologia e sifilopatologia e direttore dell'Istituto dermosifilopatico. Insegnò a Napoli fino al suo pensionamento (1919) e vi formò una scuola rinomata alla quale appartennero tra gli altri Rummo, Verrotti e Ducrey. Il periodo a cavallo fra la fine del XIX e i primi decenni del XX secolo fu quello in cui si avvertiva maggiormente la rilevanza sociale della sifilide, a causa della grande diffusione della malattia e per le gravi conseguenze sociali e sanitarie che comportava; e De Amicis si interessò sia della clinica che degli aspetti sociali della malattia. In clinica adottò un modello positivistico nel solco dell'insegnamento di Tommasi e Cantani, i principali esponenti della scuola medica napoletana del XIX secolo: osservazione accurata e minuziosa ("fino ai minimi particolari") dei segni clinici, senza ipotesi preconcette partenza. 

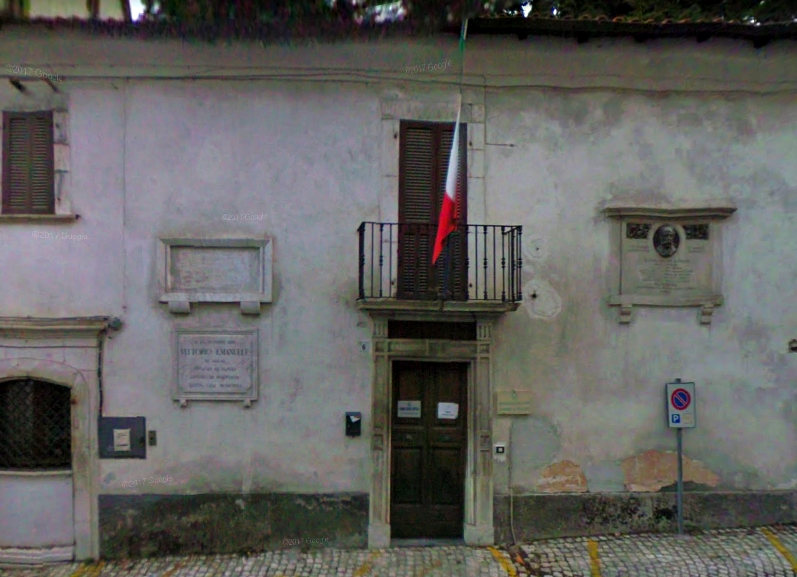
Biblioteca comunale di Alfedena, dedicata a De Amicis

Nell'ambito sociale, contribuì con gli scritti e con l'azione e sviluppare la sensibilità collettiva verso il problema della lotta alla sifilide attraverso l'azione congiunta della scienza e delle istituzioni statali; appoggiò pertanto la costituzione della Lega contro la sifilide costituita secondo le raccomandazioni della Conferenza internazionale di Bruxelles del 1889. In quest'ambito utilizzò la vasta casistica della sua clinica per studiare diversi problemi epidemiologici, quali la trasmissione familiare, la profilassi, le conseguenze della sifilide congenita o l'impossibilità della trasmissione della sifilide con l'allattamento materno.
Socio di numerose società scientifiche, italiane (Socio della Reale Accademia medico-chirurgica di Napoli, tra i fondatori della Società italiana di Dermatologia, di cui fu anche presidente) e straniere (membro onorario delle società di Dermatologiche e Sifilografia di Parigi, Londra, Vienna, Berlino, Pietrogrado, Buenos Aires, Mosca e Washington), presiedere il Congresso internazionale di dermatologia e sifilografia che si svolse a Roma nel 1912 (in quell'occasione venne istituito un premio biennale a lui intitolato) e nel 1910 venne nominato senatore del Regno. Non fu tuttavia un frequentatore assiduo dei lavori del Senato, ai quali preferì gli impegni della didattica, della ricerca e della clinica anche dopo il pensionamento dall'università.

## Onorificenze

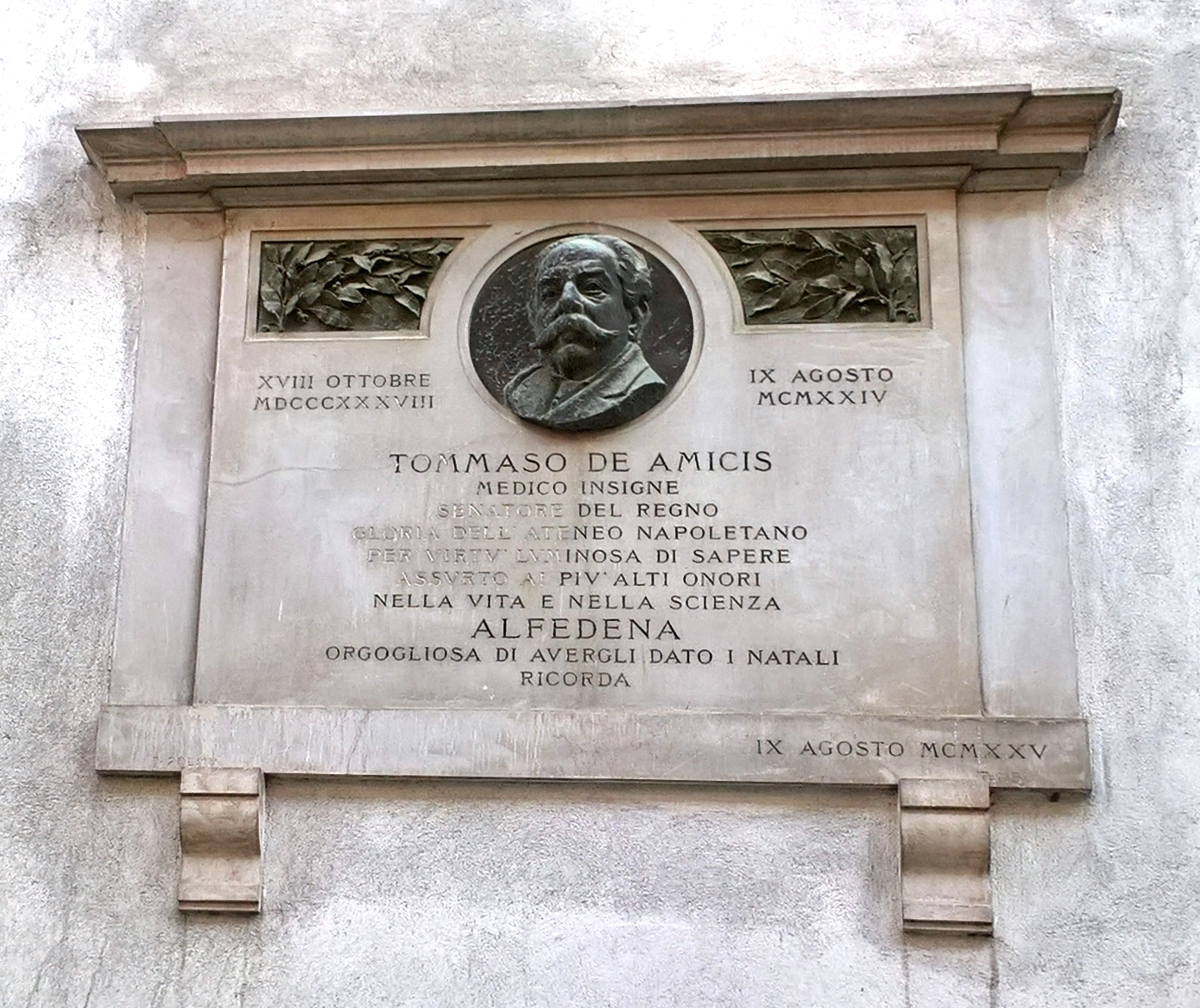
Targa commemorativa ad Alfedena